# Тыл — фронту (монумент)
Памятник «Тыл — фронту» (другое название — «Тыл и фронт») — монумент памяти Великой Отечественной войны в городе Магнитогорске. Авторы: скульптор — Лев Николаевич Головницкий, архитектор — Яков Борисович Белопольский. Материал — бронза, гранит. Монумент открыт 28—29 июня 1979 года.

## История
Памятник стал первым крупным монументальным комплексом, увековечившим трудовой подвиг тружеников тыла во время Великой Отечественной войны. Он представляет собой двухфигурную композицию рабочего и воина, стоящих на фоне Магнитогорского металлургического комбината. 
Индустриальная панорама являлась органической частью художественной монументального ансамбля. Рабочий ориентирован на восток, в сторону металлургического комбината. Воин — на запад, в сторону, где во время войны находился враг. 
В 1975 году в газете «Известия», отмечалось, что тема меча связывает монумент в Магнитогорске с монументальным ансамблем на Мамаевом кургане в Волгограде («Родина-мать») и памятником в Трептов-парке в Берлине («Воин-освободитель»):

Монументальный ансамбль в Магнитогорске завершит эту величественную скульптурную трилогию о подвигах и героизме советского народа.
Подразумевается, что меч, выкованный на берегу Урала, потом был поднят Родиной-матерью в Сталинграде и опущен после Победы в Берлине. 
В композицию также входит каменный цветок из карельского гранита с вечным огнём. При строительстве комплекса берегу реки Урал был возведён 18-метровый искусственный холм. Основание холма укреплено железобетонными сваями. Статуи были изготовлены на Ленинградском заводе монументальных скульптур.  Монумент дополняется двумя трапециями высотой в человеческий рост, на которых барельефом написаны имена магнитогорцев, получивших звание Героя Советского Союза в Великой Отечественной войне. 
В изначальном проекте предполагалось создание аллеи скульптурных портретов уральцев, удостоенных звания Герой Советского Союза и Герой Социалистического Труда, которая должна была протянуться до центральной площади города, где планировалось установить вечный огонь.
9 мая 2005 года состоялось открытие дополнения, выполненного в виде двух треугольных секций, симметрично заполненных возвышениями из гранита, на которых высечены имена магнитогорцев, погибших в Великой Отечественной войне (всего более 14 000 фамилий).
Банк России 6 мая 2022 года выпустил в обращение памятную монету из недрагоценного металла номиналом 10 рублей «Магнитогорск», серии «Города трудовой доблести».

## Галерея

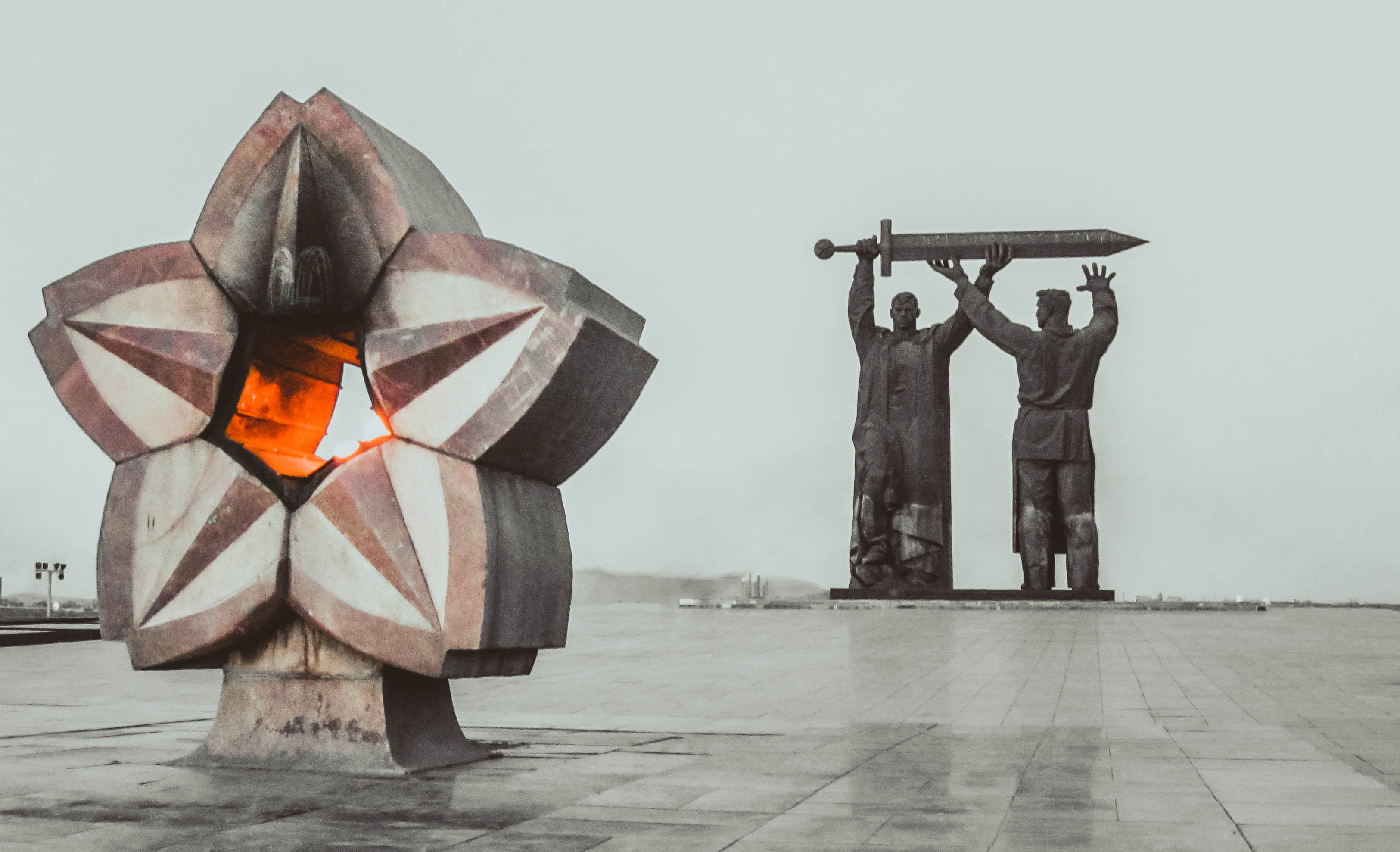
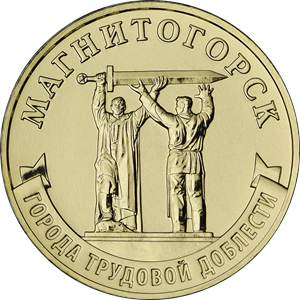
Монета Банка России. 10 рублей. 2022 г.